# Фишер, Александра Александровна
Александра Александровна Фишер (род. 3 июня 1988, Павлодар) — казахстанская легкоатлетка (толкание ядра), мастер спорта Республики Казахстан, участница Олимпиады в Лондоне (2012).

## Биография
Александра Фишер живет в Павлодаре и тренируется под руководством тренера-преподавателя специализированной детско-юношеской спортивной школы олимпийского резерва Тамары Ивановны Сурма.
В 2010 году стала чемпионом Казахстана по лёгкой атлетике в помещениях, показав результат 17,21.
Право выступить на Олимпиаде-2012 в Лондоне она получила в Алма-Ате на чемпионате Казахстана. Александра толкнула ядро на 17,41.
На Олимпиаде — 2012 в Лондоне, толкнув ядро на 16,16 метров, А. Фишер была 29-й.

### Лучшие личные результаты в толкании ядра
- на открытом воздухе — 17,41 (18.06.2012, Алма-Ата  Казахстан)
- в помещениях — 17,21 (27.01.2010, Караганда  Казахстан)